# Kościół Narodzenia Najświętszej Maryi Panny w Bielsku-Białej
Kościół Narodzenia Najświętszej Maryi Panny i Św. Walentego w Bielsku-Białej – rzymskokatolicki kościół parafialny w Bielsku-Białej, w województwie śląskim. Należy do dekanatu Bielsko-Biała III – Wschód diecezji bielsko-żywieckiej. Mieści się w dzielnicy Lipnik, przy ulicy Ks.Gen. Stanisława Brzóski.

## Historia
Świątynia została odbudowana w latach 1880-1885 w stylu neogotyckim. Jej poświęcenie nastąpiło 8 września 1885 roku. Poprzednia budowla murowana z XIII wieku, spłonęła w 1879 roku. W latach 1948–1957 zostały zaprojektowane i wykonane witraże, polichromia w kruchcie i replika obrazu MB Częstochowskiej przez artystę malarza Adama Bunscha.

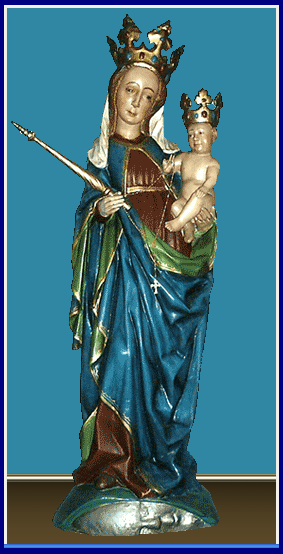
Figura NB z Dzieciątkiem

## Wyposażenie
Z dawnej świątyni została zachowana rzeźba Matki Bożej z Dzieciątkiem, wykonana w stylu gotyckim w XIV wieku, poza tym figura Chrystusa zmartwychwstałego XVI w. [obecnie w muzeum diecezjalnym], chrzcielnica i ambona z bogatą dekoracją, wykonane przez artystę Chodzińskiego podczas odbudowy świątyni.